# Thelypteris biolleyi
Thelypteris biolleyi är en kärrbräkenväxtart som först beskrevs av Hermann Christ och fick sitt nu gällande namn av George Richardson Proctor. Thelypteris biolleyi ingår i släktet Thelypteris och familjen Thelypteridaceae. Inga underarter finns listade.